# پیمان پرندگان مهاجر

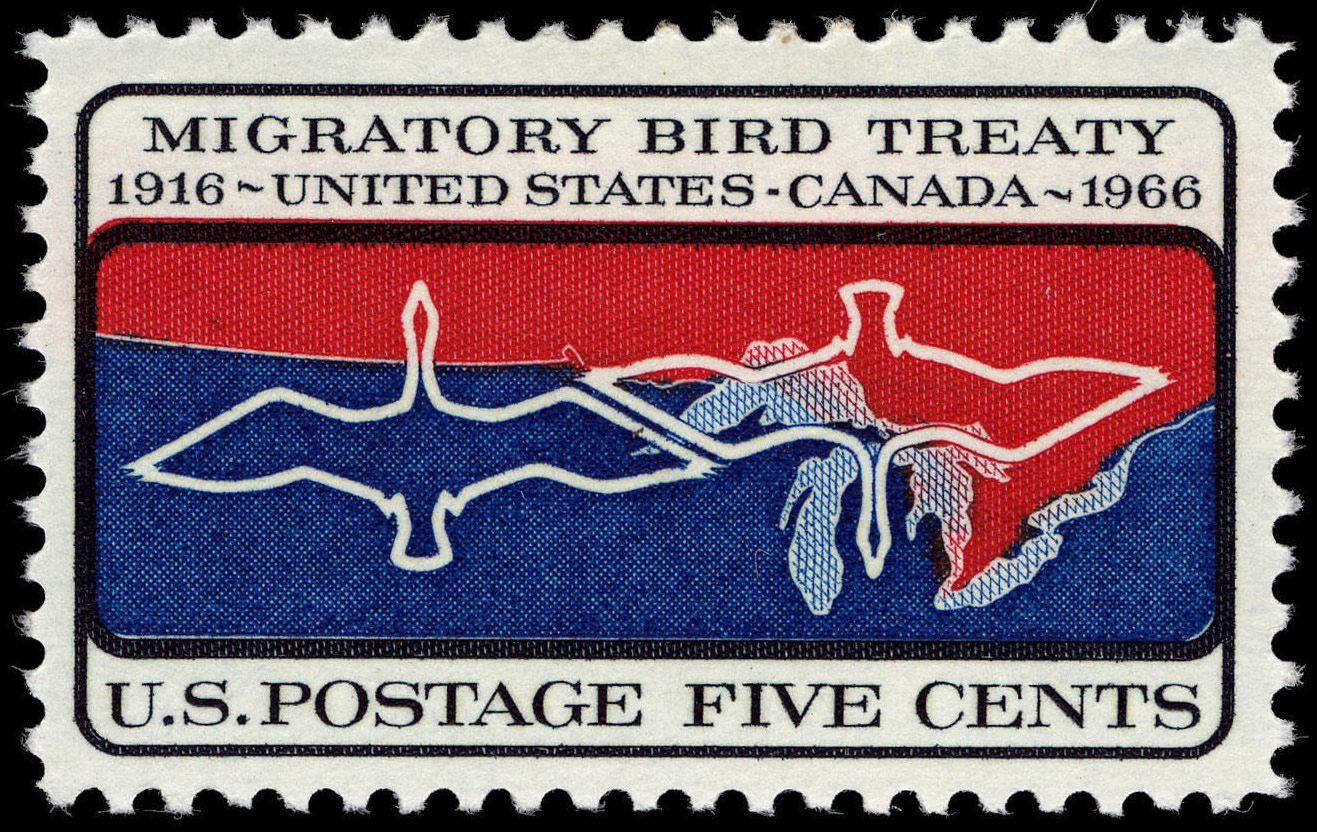
تمبر ایالات متحده برای بزرگداشت این پیمان

پیمان (یا کنوانسیون) پرندگان مهاجر یک پیمان زیست‌محیطی بین کانادا و ایالات متحده است. در ابتدا در ۱۶ اوت ۱۹۱۶ توسط ایالات متحده و بریتانیای کبیر (به نمایندگی از کانادا) امضا شد، در ۶ دسامبر ۱۹۱۶ لازم الاجرا شد و از آن زمان تاکنون چندین بار اصلاح شده‌است.

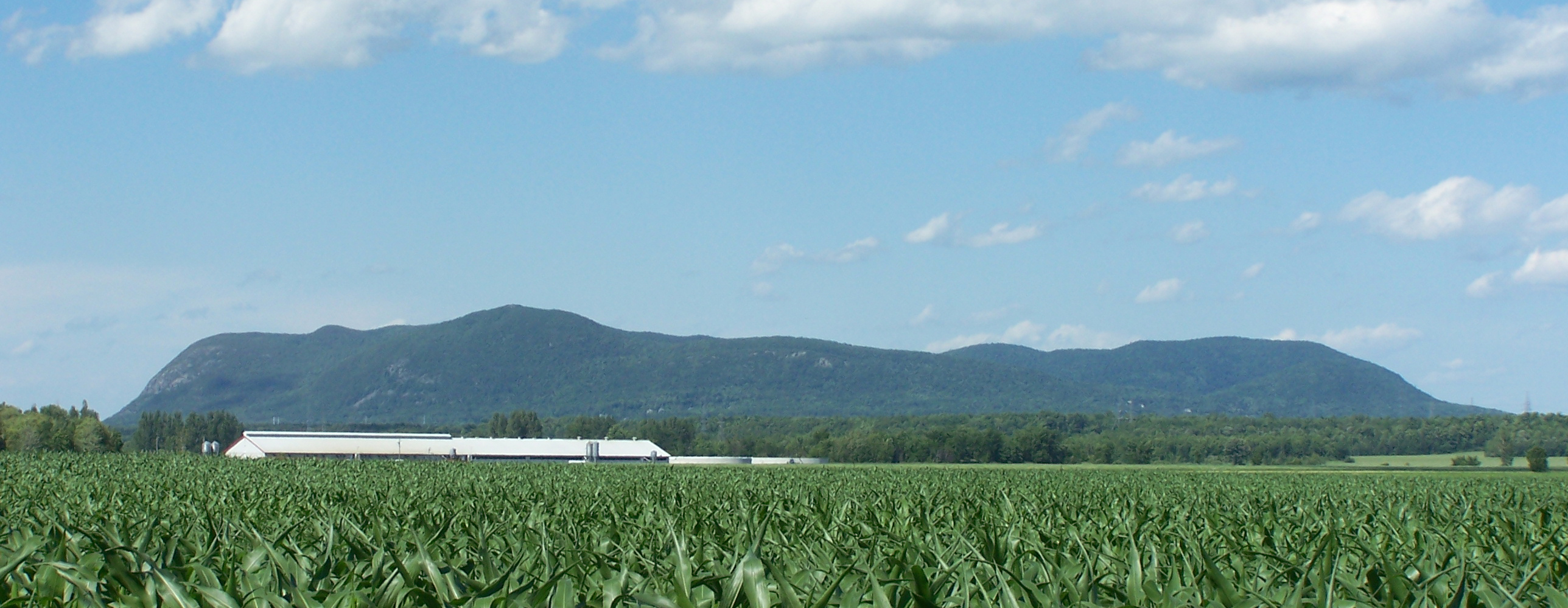
مونت سن هیلر در جنوب کِبِک در سال ۱۹۶۰ به عنوان پناهگاه پرندگان مهاجر ساخته شد.

قانون کنوانسیون پرندگان مهاجر (همچنین MBCA) یک قانون کانادایی است که در سال ۱۹۱۷ ایجاد شد و به‌طور قابل توجهی در ژوئن ۱۹۹۴ به‌روز شد و حاوی مقرراتی برای حمایت از پرندگان مهاجر، تخم‌ها و آشیانه‌های آنها در برابر شکار، قاچاق و تجاری‌سازی است. برای شرکت در هر یک از این فعالیت‌ها نیاز به مجوز است. یکی از نتایج اصلی این قانون ایجاد پناهگاه‌های فدرال پرندگان مهاجر (MBS) بود.